# Herb Cain
Herbert Joseph „Herb“ Cain (* 24. Dezember 1913 in Newmarket, Ontario; † 23. Februar 1982 ebenda) war ein kanadischer Eishockeyspieler (Linksaußen), der von 1933 bis 1946 für die Montreal Maroons, Montréal Canadiens und Boston Bruins in der National Hockey League spielte.

## Karriere
Während seiner Juniorenzeit spielte er für die St. Johns Separate School, wo er in einer Spielzeit alle 56 Tore seiner Mannschaft erzielte.
Bei seiner Verpflichtung durch die Montreal Maroons gab es Streitigkeiten mit den Montréal Canadiens, die glaubten, die Rechte an ihm zu besitzen. Bei den Maroons spielte er mit Bob Gracie und Gus Marker in der Green Line. In der Saison 1934/35 holten die Maroons den Stanley Cup. Zur Saison 1938/39 wurde er an die Canadiens verkauft, blieb dort aber nur eine Spielzeit.
Ab 1939 spielte er für die Boston Bruins. In einer Reihe mit Bill Cowley half er den Bruins zum Stanley-Cup-Sieg in der Saison 1940/41. In der Saison 1943/44 suchten die Bruins ihr Heil in der Offensive. Mit 82 Punkten stellte er einen bis dahin nie erreichten Rekord in der NHL auf, doch alle Erfolge im Angriff halfen nichts, da man aufgrund der schwachen Defensive die Playoffs verpasste. 1946 beendete er seine Karriere in der NHL und spielte noch einige Jahre mit den Hershey Bears in der American Hockey League und führte das Team zum Calder Cup.
Cain war der letzte aktive Spieler, der ehemals für die Montreal Maroons spielte. Er ist auch der einzige ehemalige Topscorer, der nicht in der Hockey Hall of Fame ist.
1955 erkrankte er an Morbus Hodgkin und verlor knapp die Hälfte seines Gewichts. Er stimmte einem Vorschlag zu, dass die Ärzte Medikamente verwendeten, die bisher nur an Tieren erfolgreich getestet waren und die Behandlung hatte Erfolg. In seiner Geburtsstadt Newmarket lebte er, bis er 1982 verstarb. Dort ist auch eine Straße nach ihm benannt.

## Sportliche Erfolge
- Stanley Cup: 1935 und 1941
- Calder Cup: 1947

### Persönliche Auszeichnungen
- NHL Second All-Star Team: 1944
- NHL-Topscorer: 1944 (später wurde hierfür die Art Ross Trophy vergeben)